# Grille gaussienne
Pour les articles homonymes, voir Gaussienne.

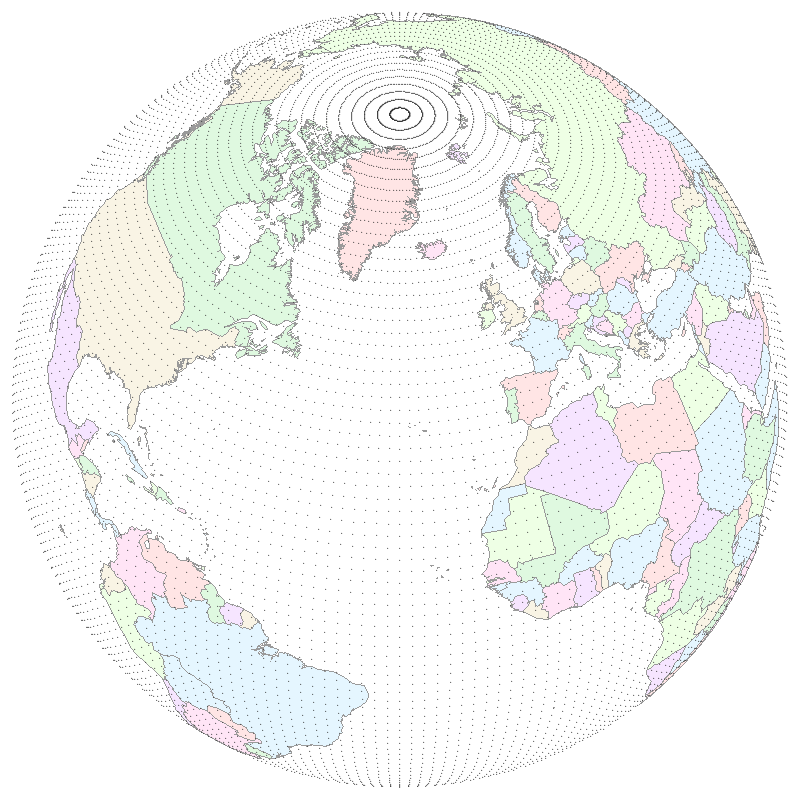
Grille gaussienne de type NCEP T62.

Une grille gaussienne est un système de coordonnées utilisé pour les modélisations scientifiques dans les sciences de la terre, notamment dans le cadre de modèle climatiques sur la sphère.
Il existe deux versions : une régulière et une réduite. Pour la première, les points sont équidistants le long d'une latitude donnée (donc sur un parallèle). En revanche, à longitude donnée (le long d'un méridien), l'espacement entre latitudes utilise la courbure de Gauss et n'est donc pas constant. 
Par comparaison, une grille régulière latitude-longitude est également espacées le long des latitudes et longitudes. 
On notera également qu'elle ne comporte pas de points aux pôles.
De plus, il est possible de réduire le nombre de points à latitude donnée lorsqu'on se rapproche d'un pôle. Dans ce cas, on parlera alors de grille réduite.

## Exemples
- Simulation de précipitations avec NCL sur la grille ARPÈGE (en anglais)
- Grilles du CEPMMT
  - N48 – 192×96
  - N80 – 320×160
  - N128 – 512×256
  - N160 – 640×320
  - N200 – 800×400
  - N256 – 1024×512
  - N400 – 1600×800
  - N512 – 2048×1024
  - N640 – 2560×1280
- Caractéristiques des grilles de type ERA-40